# Ferdinand de Lesseps
Vicomte Ferdinand de Lesseps, född 19 november 1805 i Versailles, död 7 december 1894 på sitt gods Chesnaye nära Guilly i Indre, var en fransk diplomat, främst känd som skapare av Suezkanalen.

## Biografi
Lesseps var 1834-38 fransk generalkonsul i Alexandria och förflyttades senare till Spanien. År 1848 blev han fransk minister i Madrid, men avgick följande år, sedan han under en särskild beskickning till Rom i syfte att försona den unga republiken med Frankrike i hemlighet motverkats av sin egen regering, som arbetade på Romerska republikens tillintetgörande. Inbjuden av Said Pascha till Egypten 1854, började han ägna sig åt genomförandet av den alltsedan forntiden förefintliga planen på Sueznäsets genomskärning. Han skrev verket Percement de l’isthme de Suez, exposé et documents officiels (1856), som förskaffade honom vicekungens koncession på företaget 1856. Den 23 april 1859 startade han detta jätteföretag, vilket han fullföljde trots en mängd politiska, tekniska och ekonomiska svårigheter, och kanalen invigdes 16-18 november 1869.
År 1887 lyckades Lesseps utverka Suezkanalens neutralisering. År 1879 utsågs han till ledare för Panamakanalens grävande, men de oerhörda kostnaderna förmådde honom att 1888 begära det internationella kanalbolagets försättande under administration. Sedan bolaget 1889 upplösts, väcktes mot dess styrelse 1892 rättegång för vissa tvetydiga penningmanipulationer, som ledde till, att han i februari 1893 dömdes till fem års fängelse och 3000 francs böter. Domen, som av åldersskäl ej verkställdes, upphävdes i juni samma år av högsta domstolen.
Lesseps ivrade även för omskapandet av Sahara till ett inhav, för anläggandet av en centralasiatisk järnväg Orenburg-Indien samt byggandet av en kanal genom norra Malacka. Han tilldelades en mängd utmärkelser för hans livsgärning, Suezkanalen. År 1870 blev han hedersborgare i London, 1873 ledamot av Franska vetenskapakademien och 1885 av Franska akademien. Av hans andra skrifter kan nämnas Lettres, journal et documents pour servir à l’histoire de l’isthme de Suez (fyra band, 1875-79; prisbelönt av Franska akademien) och Souvenirs de quarante ans, dédiés à mes enfants (två band, 1887). Hans staty restes i Port Said 1900.